# جسيم ميلانيني
الجسيم الميلانيني أو الميلانوزوم، وهي عضية خلوية موجودة في الخلايا الحيوانية وهي موقع توليف وتخزين ونقل الميلانين، وأكثر الصبغات امتصاصا للضوء شيوعا في المملكة الحيوانية. الجسيم الميلانيني مسؤول عن اللون والحماية الضوئية في الخلايا والأنسجة الحيوانية.
يتم تصنيع الجسيم الميلانيني في الجلد في الخلايا الميلانينية، وكذلك العين في الخلايا الميلانينية المشيمية وخلايا الظهارة الصباغية الشبكية (RPE). وفي الفقاريات البدائية تم العثور على الجسيم الميلانيني أو حاملات الصباغ.